# Patrick Brammall
Patrick Brammall (né le 30 mars 1977) est un acteur australien. 
Il est notamment connu pour son interprétation du rôle de Sean Moody dans la comédie d'ABC, A Moody Christmas, et pour le rôle de Leo Taylor dans la saison 5 de la série télévisée  de Channel Ten, Offspring. Il apparaît actuellement dans la série télévisée Glitch.

## Filmographie

### Film
| Année | Titre                                | Rôle          | Notes         |
| ----- | ------------------------------------ | ------------- | ------------- |
| 2004  | Heartworm                            | Daniel        | Court métrage |
| 2007  | Prada Handbag                        | Bruce         | Court métrage |
| 2007  | Help                                 | Richard       | Court métrage |
| 2009  | Being Carl Williams                  | Hostage       | Court métrage |
| 2010  | Shock                                | Dan           | Court métrage |
| 2010  | Griff the Invisible                  | Tim           |               |
| 2011  | dik                                  | Robert        | Court métrage |
| 2011  | Bars and Tone                        | Vince         | Court métrage |
| 2012  | Dave's Dead                          | Dave          | Court métrage |
| 2014  | If You Love Me... (The Little Death) | Richard       |               |
| 2015  | Super Awesome!                       | Fairfax Ward  |               |
| 2015  | Ruben Guthrie                        | Ruben Guthrie |               |

### Télévision
| Année   | Titre                                                | Rôle            | Notes                                                                                        |
| ------- | ---------------------------------------------------- | --------------- | -------------------------------------------------------------------------------------------- |
| 2004    | The Alice (en)                                       | Matt Marione    | Téléfilm                                                                                     |
| 2005-06 | The Alice (en)                                       | Matt Marione    | Rôle principal                                                                               |
| 2007    | Summer Bay (Home and Away)                           | Ethan Black     | Rôle récurrent                                                                               |
| 2008    | All Saints (en)                                      | Theo Wellburn   | The Hand You're Dealt                                                                        |
| 2008    | Canal Road                                           | Steve Yunnane   | Rôle principal                                                                               |
| 2009    | Rush                                                 | Milos Fink      | 2.10                                                                                         |
| 2009    | East West 101                                        | Matt Johnson    | Another Life                                                                                 |
| 2009    | I Can't Believe It's Not Better                      | Frank Forsythe  | Téléfilm                                                                                     |
| 2010    | Hawke                                                | Kim Beazley     | Téléfilm                                                                                     |
| 2010    | The Librarians (en)                                  | Stuart          | Tsukiji                                                                                      |
| 2011    | At Home With Julia                                   | Bernard         | Citizens' Assembly                                                                           |
| 2011    | Some Say Love                                        | Divers          | Pilot                                                                                        |
| 2012    | Lowdown                                              | Clive McGann    | Ben Behaving Badly                                                                           |
| 2012    | The Strange Calls (en)                               | Sgt. Neil Lloyd | Rôle principal                                                                               |
| 2012    | A Moody Christmas (en)                               | Sean Moody      | Rôle principal AACTA Award pour la meilleure interprétation dans une comédie à la télévision |
| 2012    | Stuffed                                              | Michael         | Court métrage télévisuel                                                                     |
| 2013    | The Elegant Gentleman's Guide to Knife Fighting (en) | Divers          | Acteur principal                                                                             |
| 2013    | Power Games: The Packer-Murdoch Story                | Rupert Murdoch  | Min-série                                                                                    |
| 2013–16 | Upper Middle Bogan                                   | Danny Bright    | Rôle principal                                                                               |
| 2014    | The Moodys (en)                                      | Sean Moody      | Rôle principal                                                                               |
| 2014–16 | Offspring                                            | Leo Taylor      | Rôle principal                                                                               |
| 2015    | Strange Calls                                        | Sgt. Lloyd      | Téléfilm                                                                                     |
| 2015    | Glitch                                               | James Hayes     | Rôle principal                                                                               |
| 2015–16 | No Activity                                          | Hendy           | Rôle principal                                                                               |
| 2016    | Life in Pieces                                       | Clinton         | Party Lobster Gym Sale                                                                       |
| 2016    | New Girl                                             | Dusty Sand      | Road Trip                                                                                    |
| 2016    | Comedy Showroom: The Letdown                         | Dealer          | Court métrage télévisuel                                                                     |
| 2016    | Furst Born                                           | Danny           | Téléfilm, terminé                                                                            |